# 川永野町
川永野町（かわながのちょう）は、鹿児島県薩摩川内市の町。旧薩摩郡川内町川永野町、川内市川永野町。郵便番号は895-0033。人口は197人、世帯数は87世帯（2020年10月1日現在）。

## 地理
薩摩川内市の南西部、勝目川の上流域に位置している。字域の北方に山之口町、勝目町、東方から南方にかけて百次町、西方に木場茶屋町、いちき串木野市芹ケ野がそれぞれ接している。
北西端には国道3号が通っていたが、現在は隈之城バイパスが現道となり、川永野町から木場茶屋町までの区間は2011年（平成23年）12月20日に鹿児島県道320号百次木場茶屋線に指定された。
冠岳に続く台地には畑地が点在し、中腹にはアーチ式のダム造りの用水池があり、北部にある水田を潅水している。集落は大原野、川永野の二集落が台地斜面と旧国道沿線に点在している。

### 河川
- 勝目川

### 湖沼
- 大原野池

### 字名の由来
「川永野」という地名は分割以前の区域の小字名（薩摩郡川内町大字東手字川永野）に由来している。

## 歴史
1940年（昭和15年）2月10日に鹿児島県公報に掲載され、同日に施行された「 薩摩郡川内町、町名改稱竝區域變更」（鹿児島県告示）により「大字東手ヲ廢止シ其ノ區域中（中略）字高野、小奈多平、木屋谷、大谷口、平次郎、川永野、野崎田、瀧之元、無禮、八久保、鹿角川、陣之平、阿茂瀬、下轟、打落、上轟、東大原野、大原野ノ區域ヲ川永野町（カワナガノチヨウ）ト」することが鹿児島県知事によって許可され、薩摩郡川内町大字東手のうち字高野、小奈多平、木屋谷、大谷口、平次郎、川永野、野崎田、瀧之元、無禮、八久保、鹿角川、陣之平、阿茂瀬、下轟、打落、上轟、東大原野、大原野の区域を以て川内町の町「川永野町」が設置された。翌日の2月11日には薩摩郡川内町が単独で市制施行し川内市となった。
2004年（平成16年）10月12日に川内市、東郷町、入来町、祁答院町、樋脇町、下甑村、上甑村、鹿島村、里村が新設合併し薩摩川内市が設置された。この市町村合併に伴い設置された法定合併協議会において川内市の町・字については「現行通りとする。」と協定されたため、名称の変更は行われずに薩摩川内市の町となった。

### 字域の変遷
| 実施後           | 実施年             | 実施前           |
| ---------------- | ------------------ | ---------------- |
| 川永野町（新設） | 1940年（昭和15年） | 大字東手（一部） |

## 産廃処分場設置問題

### 候補地選定
鹿児島県にこれまで設置されていなかった産業廃棄物管理型最終処分場が建設されることとなり、当初は国分市（現在の霧島市）が候補地として浮上していたが、その後の鹿児島県知事の発表により候補地として川永野町の採石場が鹿児島県内29ヵ所の候補地の一つとして浮上した。発表後、周辺の地区で反対運動が起こったが、2007年（平成19年）5月8日に鹿児島県の決定により川永野町の用地とすることが選定され、年間搬入量3万6千トン、埋め立て容量60万立方メートルとなることが公表された。
2010年（平成22年）8月8日に鹿児島県環境整備公社、鹿児島県、薩摩川内市、地元自治会による連絡協議会が発足し、鹿児島県が協議対象とした四自治会のうち、計画に反対している大原野自治会を除いた川永野、百次大原野、木場茶屋の各自治公民館が参加し、その後、大原野自治会を除いた各自治公民館で地元説明会を行った。

### 建設決定と地元住民らによる反対運動
2011年（平成23年）3月25日には廃棄物処理法に基づき鹿児島県は鹿児島県環境整備公社に対して設置許可を出し、4月14日には鹿児島県、鹿児島県環境整備公社、薩摩川内市の三者による環境保全協定が締結された。国からの補助金交付が確定した後に着工するとしており、6月29日に補助金交付が内定したのを受け鹿児島県環境整備公社は7月中旬ごろに着手すると発表した。
同年7月11日に着工することが決定したが、着工日当日に建設予定地に反対派住民が集まっていたため、安全確保を理由として、現地において測量などの作業を行わず、現地事務所に掲げる予定であった看板を別の場所に設置し、予定通り7月11日に着工したと発表した。その後暫く現地事務所に看板は掲げられず、作業も行われなかったが着工より9日経った7月20日の早朝に現地事務所に看板などを掲示した。
その後も大原野自治会の反対派住民及び、いちき串木野市にある冠嶽山鎮国寺頂峯院を中心とした冠嶽の霊山性を守る会、冠嶽水系の自然と未来の子ども達を守る会などが着工に反対しており、2011年7月11日の着工以来、2011年9月16日まで作業は行われていなかったが、同月17日に看板の取り付け等を行い、住民や市民団体の抗議活動が行われる中、同月20日から本格的な工事が開始された。2014年（平成26年）12月20日に竣工式典が行われ、2015年（平成27年）1月から稼働を開始した。

## 人口
以下の表は国勢調査による小地域集計が開始された1995年以降の人口の推移である。
| 年                 | 人口 |
| ------------------ | ---- |
| 1995年（平成7年）  | 291  |
| 2000年（平成12年） | 316  |
| 2005年（平成17年） | 282  |
| 2010年（平成22年） | 237  |
| 2015年（平成27年） | 237  |
| 2020年（令和2年）  | 197  |

## 施設

### 公共
- 川永野公民館
- 大原野公民館
- 公益財団法人鹿児島県環境整備公社
  - エコパークかごしま[33]

### その他
- 南国交通川内営業所

## 小・中学校の学区
市立小・中学校に通う場合、学区（校区）は以下の通りとなる。
| 大字     | 番地 | 小学校                   | 中学校                   |
| -------- | ---- | ------------------------ | ------------------------ |
| 川永野町 | 全域 | 薩摩川内市立隈之城小学校 | 薩摩川内市立川内南中学校 |

## 交通

### 道路
一般県道
- 鹿児島県道320号百次木場茶屋線（旧国道3号の一部）